# Mun
Mun é uma comuna francesa na região administrativa de Occitânia, no departamento dos Altos Pirenéus. Estende-se por uma área de 4,81 km². Em 2010 a comuna tinha 98 habitantes (densidade: 20,4 hab./km²).
O rio Chella, afluente do Arros, nasce nas terras desta comuna.